# 12585 Katschwarz
12585 Katschwarz è un asteroide della fascia principale. Scoperto nel 1999, presenta un'orbita caratterizzata da un semiasse maggiore pari a 2,5517706 au e da un'eccentricità di 0,1816632, inclinata di 6,73793° rispetto all'eclittica.
L'asteroide è dedicato alla studentessa statunitense Kathleen Alice Schwarz.